# Dolnołużyckie gimnazjum w Chociebużu

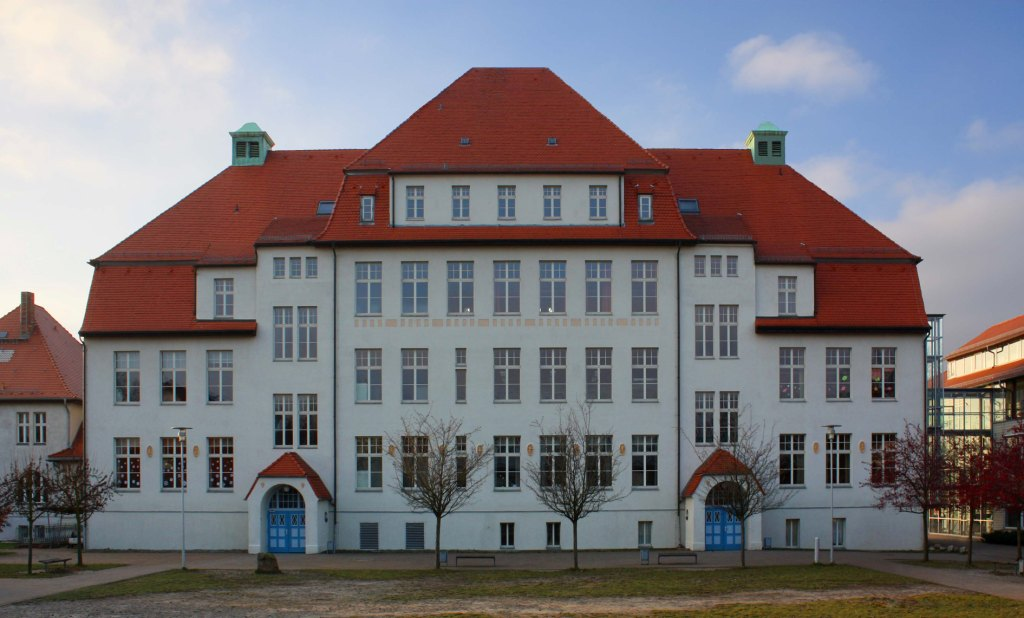
Dolnołużyckie gimnazjum

Dolnołużyckie gimnazjum w Chociebużu to jedyne gimnazjum dolnołużyckie.
W szkole uczy się 620 uczniów i uczennic według normalnego planu gimnazjum w Brandenburgii.
Drugim gimnazjum łużyckim jest górnołużyckie w Budziszynie.